# Jan Sobota
Jan Sobota (9. února 1882 Dobšice – 18. února 1957 Poděbrady) byl český římskokatolický kněz, československý politik a meziválečný senátor Národního shromáždění ČSR za Československou stranu lidovou.

## Biografie
Kněžské svěcení přijal v roce 1907 v Římě. Své vzdělání si rozšířil a roku 1910 získal doktorát filozofie na papežském ústavu sv. Tomáše v Římě a roku 1911 doktorát církevního práva na papežské univerzitě sv. Apolináře v Římě. V letech 1911–1912 byl kaplanem a administrátorem farnosti Kladruby nad Labem. V letech 1912–1913 působil jako profesor náboženství reálky v Nové Pace. V letech 1913–1922 zastával post profesora náboženství na gymnáziu v Novém Bydžově. Vyučoval náboženství na gymnáziu v Hradci Králové a později se tam stal profesorem teologie. Patřil mezi nejvýznamnější kněží královéhradecké diecéze, pracoval v Cyrilské jednotě a stal se také předsedou diecézního svazu katolické charity.
Od roku 1919 byl členem ČSL. Založil mnoho místních organizací ČSL (například v Novém Bydžově a Chlumci nad Cidlinou). Působil i jako župní vzdělavatel Orla a založil řadu orelských jednot. Byl typickým představitelem církevního proudu v prvorepublikové politice.
V parlamentních volbách v roce 1935 získal senátorské křeslo v Národním shromáždění. V senátu setrval do jeho zrušení v roce 1939, přičemž krátce předtím ještě v prosinci 1938 přestoupil do nově vzniklé Strany národní jednoty. Povoláním byl profesorem teologie v Hradci Králové.
Roku 1940 byl jmenován infulovaným proboštem v Poděbradech, kde působil až do své smrti. Od 1. ledna 1952 byl zároveň vikářem poděbradského vikariátu. Během života obdržel řadu církevních vyznamenání: biskupský notář (1921), skutečný konzisterní rada a asesor (1921), tajný papežský komoří (1932), papežský prelát (1938). Byl pohřben v Chlumci nad Cidlinou.